# 豪尔赫·纽伯里机场
乔治·纽伯里机场（西班牙語：Aeroparque "Jorge Newbery"）是阿根廷首都布宜諾斯艾利斯的一座国际机场，位于布宜诺斯艾利斯市中心西北2（1.2英里）处，以阿根廷航空先驱豪尔赫·纽伯里的名字命名。
机场面积138公頃（341英畝），由Aeropuertos Argentina 2000 S.A.运营。机场位于拉普拉塔河沿岸，在巴勒莫旁，是阿根廷国内航线服务的中心枢纽。从2019年开始，该机场执行的唯一国际航线是前往乌拉圭的航班。